# Paral·lel 48° nord
El paral·lel 48° nord és una línia de latitud que es troba a 48 graus nord de la línia equatorial terrestre. Travessa Europa, Àsia, l'Oceà Pacífic, Amèrica del Nord l'oceà Atlàntic.
La Boston Beer Company elaborava una cervesa india pale ale anomenada Latitude 48, ja que la major part del llúpol de l'hemisferi nord creixia en un cinturó aproximadament en aquesta latitud.
A Canadà, el paral·lel forma part de la frontera entre el Quebec i Nova Brunswick.
Els vaixells que es dirigeixen cap al nord al llarg de costa de Washington cap a l'estret de Juan de Fuca han de fer un contacte radiofònic amb la Guàrdia Costanera del Canadà en travessar el paral·lel 48º.

## Geografia
En el sistema geodèsic WGS84, al nivell de 48° de latitud nord, un grau de longitud equival a 74,649 km; la longitud total del paral·lel és de 26.883 km, que és aproximadament 67,2% de la de l'equador, del que es troba a 5.308 km i a 4.684 km del pol Nord

## Durada del dia
En aquesta latitud, el sol és visible durant 16 hores i 3 minuts a l'estiu, i 8 hores i 22 minuts en solstici d'hivern.

## Arreu del món
Començant al meridià de Greenwich i dirigint-se cap a l'est, el paral·lel 48º passa per:
| Coordenades                               | País, territori o mar        | Notes |
| ----------------------------------------- | ---------------------------- | --- |
| 48° 0′ N, 0° 0′ E / 48.000°N,0.000°E      | França                       | |
| 48° 0′ N, 7° 36′ E / 48.000°N,7.600°E     | Alemanya                     | Baden-Württemberg - travessa Friburg de Brisgòvia, menys d'1 km al nord del centre de la ciutat Baviera - travessa el Llac Ammer, i passa just al sud de Múnic |
| 48° 0′ N, 12° 52′ E / 48.000°N,12.867°E   | Àustria                      | |
| 48° 0′ N, 17° 9′ E / 48.000°N,17.150°E    | Hongria                      | Per uns 8 km |
| 48° 0′ N, 17° 16′ E / 48.000°N,17.267°E   | Eslovàquia                   | |
| 48° 0′ N, 18° 49′ E / 48.000°N,18.817°E   | Hongria                      | |
| 48° 0′ N, 22° 51′ E / 48.000°N,22.850°E   | Ucraïna                      | Per uns 6 km – raion de Vynohradiv |
| 48° 0′ N, 22° 56′ E / 48.000°N,22.933°E   | Romania                      | Per uns 4 km |
| 48° 0′ N, 23° 0′ E / 48.000°N,23.000°E    | Ucraïna                      | Per uns 4 km – Raion de Vynohradiv |
| 48° 0′ N, 23° 3′ E / 48.000°N,23.050°E    | Romania                      | |
| 48° 0′ N, 23° 24′ E / 48.000°N,23.400°E   | Ucraïna                      | Transcarpàcia — passa just al sud de Rakhiv Óblast d'Ivano-Frankivsk Província de Txernivtsí |
| 48° 0′ N, 26° 11′ E / 48.000°N,26.183°E   | Romania                      | |
| 48° 0′ N, 27° 8′ E / 48.000°N,27.133°E    | Moldàvia                     | travessa Transnístria |
| 48° 0′ N, 28° 54′ E / 48.000°N,28.900°E   | Ucraïna                      | Óblast d'Odessa — passa just al nord de Balta Província de Mikolaiv — passa just al nord de Juzhnoukrainsk Província de Kirovohrad Província de Mikolaiv — Per uns 8 km Província de Kirovohrad — Per uns 2 km Província de Dnipropetrovsk — travessa Kryvyi Rih Província de Zaporíjia — passa just al nord de Zaporíjia Óblast de Donetsk — travessa Donetsk Óblast de Luhansk — passa just al sud de Dovzhansk |
| 48° 0′ N, 39° 48′ E / 48.000°N,39.800°E   | Rússia                       | Óblast de Rostov Óblast de Volgograd Calmúquia Província d'Astrakhan |
| 48° 0′ N, 47° 1′ E / 48.000°N,47.017°E    | Kazakhstan                   | |
| 48° 0′ N, 85° 34′ E / 48.000°N,85.567°E   | República Popular de la Xina | Xinjiang |
| 48° 0′ N, 89° 2′ E / 48.000°N,89.033°E    | Mongòlia                     | |
| 48° 0′ N, 89° 17′ E / 48.000°N,89.283°E   | República Popular de la Xina | Xinjiang |
| 48° 0′ N, 89° 35′ E / 48.000°N,89.583°E   | Mongòlia                     | passa just al nord d'Ulan Bator |
| 48° 0′ N, 115° 30′ E / 48.000°N,115.500°E | República Popular de la Xina | Mongòlia Interior |
| 48° 0′ N, 117° 47′ E / 48.000°N,117.783°E | Mongòlia                     | |
| 48° 0′ N, 118° 28′ E / 48.000°N,118.467°E | República Popular de la Xina | Mongòlia Interior Heilongjiang |
| 48° 0′ N, 130° 44′ E / 48.000°N,130.733°E | Rússia                       | Província Autònoma dels Hebreus |
| 48° 0′ N, 132° 52′ E / 48.000°N,132.867°E | República Popular de la Xina | Heilongjiang |
| 48° 0′ N, 134° 33′ E / 48.000°N,134.550°E | Rússia                       | Krai de Khabàrovsk Krai de Primórie Krai de Khabàrovsk |
| 48° 0′ N, 139° 33′ E / 48.000°N,139.550°E | Estret de Tartària           | |
| 48° 0′ N, 142° 12′ E / 48.000°N,142.200°E | Rússia                       | Illa de Sakhalín |
| 48° 0′ N, 142° 32′ E / 48.000°N,142.533°E | Mar d'Okhotsk                | Passa entre les illes de Rasshua i Ushishir a les illes Kurils Rússia |
| 48° 0′ N, 153° 10′ E / 48.000°N,153.167°E | Oceà Pacífic                 | |
| 48° 0′ N, 124° 41′ O / 48.000°N,124.683°O | Estats Units                 | Washington – Península Olympic, illa de Whidbey, i el continent a Everett Idaho Montana Dakota del Nord - just al sud del Llac Devils; just al nord de Grand Forks Minnesota - travessa Llac Red |
| 48° 0′ N, 89° 56′ O / 48.000°N,89.933°O   | Canadà                       | Ontario - Per uns 7 km |
| 48° 0′ N, 89° 50′ O / 48.000°N,89.833°O   | Estats Units                 | Minnesota |
| 48° 0′ N, 89° 35′ O / 48.000°N,89.583°O   | Canadà                       | Ontario - Per uns 2 km |
| 48° 0′ N, 89° 34′ O / 48.000°N,89.567°O   | Llac Superior                | |
| 48° 0′ N, 88° 59′ O / 48.000°N,88.983°O   | Estats Units                 | Michigan - Isle Royale |
| 48° 0′ N, 88° 41′ O / 48.000°N,88.683°O   | Llac Superior                | |
| 48° 0′ N, 85° 54′ O / 48.000°N,85.900°O   | Canadà                       | Ontario Quebec |
| 48° 0′ N, 69° 47′ O / 48.000°N,69.783°O   | Riu Sant Llorenç             | |
| 48° 0′ N, 69° 30′ O / 48.000°N,69.500°O   | Canadà                       | Quebec – Île Verte i terra ferma Frontera Quebec / Nova Brunswick Quebec Nova Brunswick |
| 48° 0′ N, 66° 19′ O / 48.000°N,66.317°O   | Baie des Chaleurs            | Passa pel sud de la península de Gaspé, Quebec, Canadà |
| 48° 0′ N, 64° 33′ O / 48.000°N,64.550°O   | Canadà                       | Nova Brunswick – Illa de Miscou |
| 48° 0′ N, 64° 29′ O / 48.000°N,64.483°O   | Golf de Sant Llorenç         | |
| 48° 0′ N, 59° 17′ O / 48.000°N,59.283°O   | Canadà                       | Terranova i Labrador - Illa de Terranova. D'oest a est, el paral·lel entra per l'illa vora les muntanyes Anguille després passa vora la comunitat de North Branch. Més a l'est passa 1 km al nord de Central Elèctrica de Bay d'Espoir, i travessa la comunitat de Queen's Cove. |
| 48° 0′ N, 53° 39′ O / 48.000°N,53.650°O   | Trinity Bay                  | |
| 48° 0′ N, 53° 19′ O / 48.000°N,53.317°O   | Canadà                       | Terranova i Labrador – Península de Bay de Verde, Illa de Terranova (des de Hants Harbour a Lower Island Cove) |
| 48° 0′ N, 52° 59′ O / 48.000°N,52.983°O   | Oceà Atlàntic                | |
| 48° 0′ N, 4° 30′ O / 48.000°N,4.500°O     | França                       | |